# دفکان

پنج سطح دفکن

میزان سطح آمادگی دفاعی (به انگلیسی: defense readiness condition) یا دفکان (به انگلیسی: DEFCON) یک پیام حالت آماده باش مورد استفاده نیروهای مسلح ایالات متحده آمریکا است. 
دفکان سیستم ایجاد شده توسط ستاد مشترک نیروهای مسلح ایالات متحده آمریکا و فرماندهی یکپارچه مبارزاتی ایالات متحده آمریکا است. این کد در پنج سطح برای آمادگی (حالت هشدار) ارتش ایالات متحده مقرر گردید. این کد از دفکان شماره پنج (کمترین شدت آمادگی) تا دفکان شماره یک (بیشترین شدت آمادگی) برای تمامی شرایط نظامی افزایش می‌یابد.
دفکن یک زیر مجموعه از سلسله مراتب شرایط هشدار است که شامل آماده باش شرایط اضطراری نیز می‌شود.

## عملکرد
تعیین سطح دفکن ابتدا توسط رئیس‌جمهور ایالات متحده و به‌طور سلسه مراتب توسط وزیر دفاع ایالات متحده، ریاست ستاد مشترک ارتش و فرماندهان نظامی مشخص می‌شود که هر دفکن تعیین‌کننده یک سطح امنیتی خاص از نوع فعالیت‌ها و طریقه عکس‌العمل خاص نیروها در برابر سناریوهای پیش‌بینی شده‌است.
واحدهای مختلف نیروهای مسلح ایالات متحده آمریکا (به عنوان مثال نیروی زمینی، نیروی دریایی، نیرو هوایی، سپاه تفنگداران دریایی، و گارد ساحلی ایالات متحده) و پایگاه‌های نظامی یا گروه‌های فرماندهی را می‌توان تحت شرایط دفاعی مختلف فعال کرد.
بطور کلی می‌توان گفت که، دفکن به تنها برای کل جهان یا کشور بکار نمی‌رود بلکه حتی می‌تواند یک منطقه جغرافیای خاص را شامل گردد. بر مبنای گفته مجله هوا/فضای اسمیتسونین از سال ۲۰۱۴ میلادی تاکنون دفکن سرتاسر جهان از دفکن سه بالاتر نرفته‌است. دفکن سطح دو در قضایایی بحران موشکی کوبا و جنگ طوفان صحرا در سال ۱۳۶۹ نیز سرتاسر جهان را شامل نمی‌شده‌است.
حتی یک وضعیت دفکن واحد را برای تمام کشور تعیین نمی‌کنند، در واقع واحدهای نظامی مختلف در یک زمان واحد می‌توانند در سطح دفکن متفاوت قرار داشته باشند و حتی این دفکن برای همان واحد در مناطق مختلف همان کشور تغییر کند.
دفکن را نباید با سیستم‌های مشابه دیگری که توسط ارتش ایالت متحده مورد استفاده می‌گیرند اشتباه گرفت. این سیستم‌های موازی عبارتند از : وضعیت دفاعی نیروها (به انگلیسی: FPCONS)، وضعیت آمادگی (به انگلیسی: REDCONS)، وضعیت عملیات‌های اطلاعاتی (به انگلیسی: INFOCON)که در آینده به وضعیت عملیات سایبری (به انگلیسی: CYBERCON) تغییر نام داده خواهد شد، وضعیت تجسس و رصد (به انگلیسی: WATCHCONS)، و سیستم اسبق توصیه‌های امنیتی خاک سرزمینی که توسط اداره امنیت خاک سرزمینی ایالات متحده استفاده می‌شد.

## سطح آمادگی
فرمان‌ها میزان وضعیت آمادگی دفاعی در طول زمان بارها تغییر یافته‌است، و وزارت دفاع ایلات متحده از یک سری دستور العمل‌های به منظور استفاده در هنگام اعلام دفکن‌ها استفاده می کنند.
توضیحات در مورد نوع آمادگی در هر مرحله از دفکن باعث جلوگیری از اشتباه در زمان عملیات واقعی می شود.
| وضعیت آمادگی | شرایط عملکرد    | توصیف                                            | میزان آمادگی                                                           |
| ------------ | --------------- | ------------------------------------------------ | ---------------------------------------------------------------------- |
| دفکن یک      | ماشه کشیده      | جنگ هسته‌ای قریب‌الوقوع است.                       | حداکثر آمادگی                                                          |
| دفکن دو      | حرکت شتابان     | یک قدم تا جنگ هسته ای                            | آمادگی نیروهای مسلح به قرارگیری در موضع واکنش و عمل در کمتر از شش ساعت |
| دفکن سه      | محاصره خانه     | افزایش آمادگی‌های نیروهای مسلح بالاتر از سطح چهار | آمادگی نیروی هوایی به واکنش در عرض پانزده دقیقه                        |
| دفکن چهار    | مراقبت دو چندان | افزایش رصدهای شناسایی و تقویت اقدامات امنیتی     | بالاتر از آمادگی عادی                                                  |
| دفکن پنج     | حضور نامرئی     | کمترین حالت آمادگی                               | آمادگی عادی                                                            |